# Catocala connexa
Catocala connexa és una espècie de papallona nocturna de la subfamília Erebinae i la família Erebidae. Es troba al Japó.
Fa 50-57 mm d'envergadura alar.